# Bridget Tichenor
Bridget Bate Tichenor, nascida Bridget Pamela Arkwright Bate,  (Paris, 22 de novembro de 1917 – Cidade do México, 12 de outubro de 1990) foi uma pintora surrealista britânica de arte fantástica na escola do realismo mágico e editora de moda. Nascida em Paris, ela mais tarde abraçou o México como seu lar.